# Lennart Holmerin
Lennart Arne Holmerin, född 6 december 1948 i Stockholm, är en svensk journalist, sedan 2001 chefredaktör och ansvarig utgivare för tidningarna Östra Småland ("Östran") och Nyheterna. Han var åren 1997–2000 chefredaktör för tidningen Barometern med editionstidningen Oskarshamns-Tidningen, och var tidigare redaktionschef på Barometern och Blekinge Läns Tidning.